# Monel

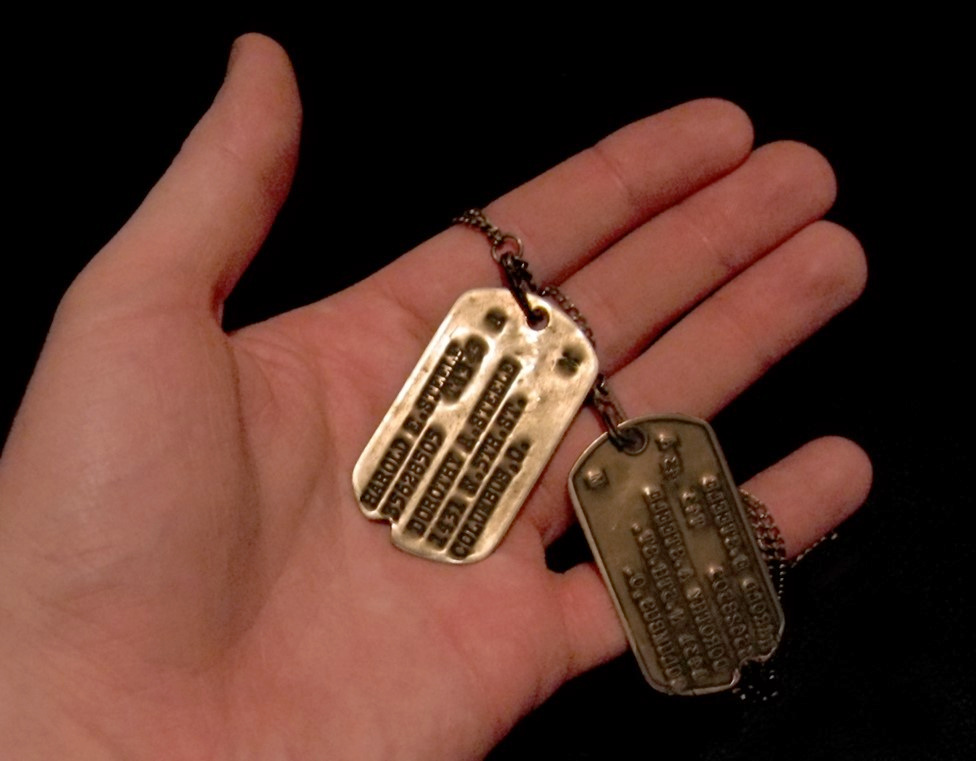
Xapes fabricades en monel

El monel és un aliatge constituït per níquel, Ni, (66-68%), coure, Cu, (27-30%) i ferro, Fe, (1,5-3%), de color blanc, d'una densitat de 8,82 g/cm³ i amb un punt de fusió de 1 360 °C. Fou creat per David H. Browne, i patentat el 1906, rep el seu nom de l'industrial nord-americà Ambrose Monell. Té una gran resistència a la tracció, un bon allargament i resisteix remarcablement l'acció corrosiva de l'aigua de mar, del vapor d'aigua i dels àcids (excepte el nítric). L'addició d'alumini, Al, o silici, Si, permet de millorar-ne les característiques mecàniques. És utilitzat en la fabricació de tubs de condensador, hèlices, paletes de turbina, aparells químics, instal·lacions sanitàries i de la indústria alimentària, etc.